# Острво Диксон
Диксон (рус. Диксон) је име острва у североисточном делу Јенисејског залива у Карском мору, недалеко од ушћа реке Јенисеј. Административно припада Диксонском региону, Тајмирском аутономном округу на сибирском далеком северу.

## Име
Откривен је почетком 17. века и од тада је био познат под именом Долги ("дуго") острво, односно Кузкин, према његовом поморском истраживачу. Године 1878. шведски поларни истраживач Адолф Ерик Норденшелд (Adolf Erik Nordenskiöld) га је преименовао према имену богатог трговца Оскара Диксона, једног од покровитеља експедиције. Иначе, Диксон је прво био назив који је Норденшелд 1875. године дао у копно дубоко усеченој источној обали. Диксон је од 1884. године званично име острва.

## Историја
Диксон је 7. септембра 1915. постао место прве руске радио станице на Арктику, а од 1916. године на острву ради и хидрометеоролошка станица, што је 1930-их омогућило оснивање радиометеоролошког центра и геофизичке опсерваторије, првих на Северном морском путу.
Лука на копненој страни је саграђена 1935, а 1957. године та два насеља су спојена у једно. Острво има и аеродром.

## Географија
Површина острва Диксона је 25 km². Висине је до 50 m, а морфолошки га великим делом чини дијабаз.